# Acanthogorgia hedlundi
Acanthogorgia hedlundi är en korallart som beskrevs av Aurivillius 1931. Acanthogorgia hedlundi ingår i släktet Acanthogorgia och familjen Acanthogorgiidae. Inga underarter finns listade i Catalogue of Life.